# Le belle dell'aria
Le belle dell'aria è un film del 1957 diretto da Mario Costa e Eduardo Manzanos Brochero.

## Trama
Mario Toselli, istruttore di un'autoscuola, è fidanzato con una bella ragazza, Giovanna. Quest'ultima rifiuta l'offerta di matrimonio di Mario e presenta ad una società di trasporti aerei una domanda per essere impiegata come hostess. 